# Ludwig Posorski
Ludwig Posorski (* 28. Oktober 1949 in Meitzendorf) ist ein ehemaliger deutscher Fußballspieler. In der höchsten Spielklasse des DDR-Fußballs, der Oberliga, spielte er für die Armeesportgemeinschaft Vorwärts Stralsund. 

## Sportliche Laufbahn
Posorskis fußballerische Laufbahn begann in der heimatlichen BSG Traktor in Meitzendorf, einer Landgemeinde nordwestlich vor den Toren Magdeburgs. 14-jährig wurde er zum regionalen Sportzentrum, dem SC Aufbau Magdeburg delegiert. Als Stürmer der Juniorenmannschaft des inzwischen aus dem SC Aufbau ausgegründeten 1. FC Magdeburg machte er die Verantwortlichen der DDR-Juniorennationalmannschaft auf sich aufmerksam, sodass er am 6. November 1966 zu seinem ersten von insgesamt fünf Juniorenländerspielen kam. Mit der U-18 des DFV nahm er im Mai 1967 in der Türkei am UEFA-Juniorenturnier, der inoffiziellen Europameisterschaft in dieser Altersklasse, teil.
Nachdem er 1967 für den Männerbereich spielberechtigt wurde, spielte er für die 2. Mannschaft des FCM in der drittklassigen Bezirksliga Magdeburg. Mit ihr stieg er 1969 in die DDR-Liga auf, bestritt dort in der Saison 1969/70 24 der 30 Punktspiele und wurde mit neun Treffern bester Torschütze seiner Mannschaft. Diese war den Anforderungen der Zweitklassigkeit nicht gewachsen und stieg nach desaströsen Leistungen mit nur vier Siegen und einem Torverhältnis von 30:72 nach nur einem Jahr wieder ab. 
1971 verpflichtete sich Posorski zu einem dreijährigen Militärdienst und wurde zur Armeesportgemeinschaft Vorwärts Stralsund abkommandiert. Der Aufsteiger in die DDR-Oberliga setzte ihn am 6. November 1971 im Punktspiel gegen Sachsenring Zwickau (2:1) erstmals ein. In den folgenden 17 Oberligaspielen der Stralsunder wurde Posorski in weiteren 14 Begegnungen als Stürmer eingesetzt und erzielte vier Tore. Am Ende der Saison musste Vorwärts Stralsund als Tabellenletzter in die DDR-Liga absteigen, dort spielte Posorski dann noch bis zum Sommer 1974. 
Nach seiner Entlassung aus dem Militärdienst schloss sich Posorski zu Beginn der Saison 1974/75 dem DDR-Ligisten Lok Stendal an. 1977 erlebte er zum dritten Mal in seiner Laufbahn einen Abstieg, da Stendal den Gang in die Bezirksliga Magdeburg anzutreten hatte. Mit Posorski gelang auch dank seiner 22 Tore der sofortige Wiederaufstieg und anschließend die Stabilisierung in der DDR-Liga. Bis zum Ende der 1981/82 gehörte Posorski zum Aufgebot der Lok-Mannschaft. Im Sommer 1982 nahm er 32-jährig Abschied vom Leistungssport.

## Weiterer Werdegang
Anschließend startete der gelernte Elektromonteur eine langjährige Laufbahn als Fußballtrainer. Für viele Jahre trainierte Posorski die FSV Lok Altmark Stendal, Nachfolgeverein seiner früheren Wirkungsstätte, bis er Ende 1994 von Klaus Urbanczyk abgelöst wurde. Danach wurde er Mitarbeiter des Fußballverbandes Sachsen-Anhalt, der ihn als Leiter des Referats Sportschultraining sowie als Leiter des Magdeburger Sportgymnasiums beschäftigte und ihm ebenfalls das Training der Nachwuchs-Landesauswahlen übertrug.

## Tivia
In einer Umfrage auf der Internetseite „1. FC LOK STENDAL FANPAGE“ wurde Posorski 2008 zum besten Lok-Trainer aller Zeiten vor Fritz Wittenbecher gewählt.